# 束の間の一花
『束の間の一花』（つかのまのいちか）は、タダノなつによる日本の漫画作品。『Palcy』（講談社・ピクシブ）にて、2019年7月26日から2021年4月9日まで連載された。単行本は全3巻。
2018年5月3日から5月16日にかけて、『Palcy』での新たな連載作品をタダノが手掛けたネーム（本作を含めた3本）の中からユーザーによる投票で決める「みんなで決める新連載!2018夏・タダノなつ」を実施。その結果、本作が選出され、連載されることとなった。
2022年10月より京本大我主演でテレビドラマが日本テレビで放送された（後述）。

## あらすじ
高校2年の春に余命2年の宣告を受けた千田原一花は家族以外に自らの病気を隠したまま、大学に進学する。ひょんな出来事から進学先の大学で哲学講師をしている萬木昭史と出会った一花は、萬木の人柄に惹かれて担当科目を履修し、授業後も熱心に講師室まで質問に行くなど、次第に萬木の存在に生きる希望を見出すようになる。一花は入学から約1年間を通して、病気のことを話さないまま萬木との距離を縮めるが、予告なしに萬木が退職したことで2人の連絡は絶たれる。
数ヶ月後、計らずも萬木と再会した一花は、萬木が病気で余命1年であることを告げられるが、この再会を運命だと信じ、萬木に恋心を告白する。余命宣告を受けて生きることに対して消極的になっていた萬木は、一花からの告白を嬉しく思いつつも関係を絶とうとするが、最終的には一花の言葉に心を動かされ、その後も2人は交流を続けることになる。
互いとの交流を通じ、自らの死、そして生に向き合う2人の束の間の日々が描かれていく。

## 登場人物
萬木 昭史（ゆるぎ あきふみ）
大学哲学講師。専門は死の哲学。好物はカレー。若くして家族を亡くし、現在は一人暮らしをしている。実家でミニトマトを栽培していた影響で、現在もミニトマトを育てている。退職後、喫煙を始める。
千田原 一花（せんだわら いちか）
大学生。高校2年の春、医師から余命2年の宣告を受けているが、友達には病気のことを隠して明るく振舞っている。みかんの皮を細く長く紐状に剥くのが得意。
千田原 大樹（せんだわら だいき）
一花の弟。ツンツンしているように見えるが姉をいつも気にかける優しい弟。高校生。ゲーム好き。
千田原 一枝（せんだわら かずえ）
一花の母。女手一つで働きながら一花と大樹を育ててきた。仕事は結婚式の花嫁などのヘアメイク。
土橋じゅん（つちはし じゅん）
一花の大学の親友。
清水かおり（しみず かおり）
一花の大学の親友。
山根恵子（やまね けいこ）
萬木先生の近所の住人。
渋川哲治（しぶかわ てつじ）
萬木の恩師。

## 書誌情報
- タダノなつ 『束の間の一花』 講談社〈KCデラックス〉、全3巻
  1. 2021年4月23日発売[10][11]、ISBN 978-4-06-522832-6
  2. 2021年6月23日発売[12]、ISBN 978-4-06-523598-0
  3. 2021年8月23日発売[13]、ISBN 978-4-06-524498-2

## テレビドラマ
2022年10月18日（17日深夜）より、日本テレビ系「シンドラ」枠で放送された。主演は連続ドラマ単独初主演となる京本大我（SixTONES）。

### 原作との相違点
- 原作よりも一花と萬木の年齢が近い設定になっている。
- 萬木が大学時代、「交通研究会」に所属していたという設定が追加されている。
- 原作では大学講師を退職後に喫煙し始めた描写があるが、テレビドラマ版では描かれていない。

### キャスト

#### 主要人物
萬木昭史〈30〉
演 - 京本大我（SixTONES）
千田原一花〈19〉
演 - 藤原さくら（幼少期：小井圡菫玲）
千田原大樹〈16〉
演 - 佐々木大光（7 MEN 侍 / ジャニーズJr.）
千田原一枝〈51〉
演 - 富田靖子

#### 周辺人物
土橋じゅん〈19〉
演 - 駒井蓮
清水かおり〈19〉
演 - 山之内すず
山根恵子〈60〉
演 - 朝加真由美
渋川哲治〈65〉
演 - きたろう

#### ゲスト

##### 第1話
医師
演 - 玉置孝匡（第5話）
一花に告知した医師。

##### 第3話
谷雅史
演 - 中野剛（第4話・第5話）
萬木に告知した医師。

##### 第4話
柿ピー先輩
演 - 賀屋壮也（かが屋）
萬木が大学時代に入っていたサークル「交通研究会」の先輩。

### スタッフ
- 原作 - タダノなつ『束の間の一花』（講談社「Palcy」所載）
- 脚本 - 今井雅子、富安美尋
- 音楽 - 信澤宣明
- 主題歌 - SixTONES「ふたり」（ソニー・ミュージックレーベルズ）[18]
- 監督 - 林雅貴、丸谷俊平
- 編成 - 安島隆、鈴木淳一、藤澤季世子、明石広人
- プロデューサー - 大井章生、伊藤美緒、馬場三輝
- 協力プロデューサー - 藤森真実、千葉行利、杉山葉香
- チーフプロデューサー - 三上絵里子、島本講太
- 制作協力 - ケイファクトリー
- 製作著作 - 日本テレビ、ジェイ・ストーム

### 放送日程
| 放送回 | 放送日   | サブタイトル             | 脚本     | 演出     |
| ------ | -------- | ------------------------ | -------- | -------- |
| #1     | 10月18日 | 俺たちの一生は束の間だ   | 今井雅子 | 林雅貴   |
| #2     | 10月25日 | 奇跡は起きる             | 今井雅子 | 林雅貴   |
| #3     | 11月01日 | くたばり損ない同士       | 今井雅子 | 林雅貴   |
| #4     | 11月08日 | この恋に未来なんてない   | 今井雅子 | 丸谷俊平 |
| #5     | 11月15日 | 一緒にいれば幸せだから   | 富安美尋 | 丸谷俊平 |
| #6     | 11月22日 | 最後のわがまま           | 富安美尋 | 林雅貴   |
| #7     | 11月29日 | もう一度先生に           | 今井雅子 | 丸谷俊平 |
| #8     | 12月06日 | もう一度もう二度と       | 今井雅子 | 丸谷俊平 |
| #9     | 12月13日 | 未来はないけど今がある！ | 今井雅子 | 林雅貴   |
| #10    | 12月20日 | いっぺん死んだ私         | 今井雅子 | 林雅貴   |